# Округ Флатхед (Монтана)
Флатхед (енгл. Flathead County) је округ у америчкој савезној држави Монтана.

## Демографија
По попису из 2010. године број становника је 90.928, што је 16.457 (22,1%) становника више него 2000. године.
| Група             | 2000.          | 2010.          |
| Белци             | 71.046 (95,4%) | 85.439 (94,0%) |
| Афроамериканци    | 113 (0,2%)     | 201 (0,2%)     |
| Азијати           | 346 (0,5%)     | 531 (0,6%)     |
| Хиспаноамериканци | 1.061 (1,4%)   | 2.070 (2,3%)   |
| Укупно            | 74.471         | 90.928         |